# أناستاسيا ماكسيموفا
أناستاسيا إيفانوفنا ماكسيموفا (الروسية: Анастасия Ивановна Максимова ؛ من مواليد 27 يونيو 1991) هي لاعبة جمباز إيقاعية روسية. هي بطلة مجموعة في دورة الألعاب الأولمبية الصيفية 2016 ، وبطلة مجموعة العالم لعام 2015 ، وحائزة على الميدالية البرونزية العالمية في حدث الشامل مجموعة مرتين، وبطل أوروبا ثلاث مرات (2021 ، 2016 ، 2014).

## روابط خارجية
- أناستاسيا ماكسيموفا في الاتحاد الدولي للجمباز